# (74383) 1998 XC18
(74383) 1998 XC18 – planetoida z pasa głównego asteroid okrążająca Słońce w ciągu 5,04 lat w średniej odległości 2,94 j.a. Odkryta 8 grudnia 1998 roku.